# Monatin
A monatin fehér színű por. A természetben is előfordul a dél-afrikai Transvaal tartományban élő Sclerochiton ilicifolius nevű növény kérgében és gyökerében.
Édesítőszerként használják, mert kb. 1000–1400-szor édesebb, mint az ugyanolyan tömegű cukor.
Előnye, hogy más édesítőktől eltérően egyáltalán nem tartalmaz szénhidrátot vagy hasonló vegyületet, ezért gyakorlatilag 0 az étkezési energiatartalma. A lebontása során sem keletkezik szénhidrát, így nem károsítja a fogakat. Nincs keserű vagy fémes utóíze (mint pl. a szacharinnak). Négy térizomerje van, melyek kombinálhatók egymással vagy akár szénhidrátokkal is. Nem tartalmaz fenilalanint, mint az aszpartám, ezért fenilketonuriában szenvedők is fogyaszthatják.
Könnyen alakul laktámmá: 50 °C-on, 7-es pH-értéknél három óra alatt az egész mennyiség, és ilyenkor teljesen elveszíti az édes ízét. Ráadásul a laktám-alak sztereoizomerje keserű. Ez megnehezíti a szintézisét.
Az utóbbi években több szabadalom is született a mesterséges előállítására. Könnyen lehet, hogy az elkövetkező évek legfontosabb édesítőszere lesz.

## Fordítás
Ez a szócikk részben vagy egészben  a   Monatin című angol Wikipédia-szócikk fordításán alapul.  Az eredeti cikk szerkesztőit annak laptörténete sorolja fel. Ez a jelzés csupán a megfogalmazás eredetét és a szerzői jogokat jelzi, nem szolgál a cikkben szereplő információk forrásmegjelöléseként.